# Lohner Type AA
Le Lohner Type AA (ou Lohner 10.20) est un prototype de chasseur construit en Autriche-Hongrie pendant la Première Guerre mondiale. Il a été conçu par la société Lohner-Werke et a effectué son premier vol le 29 décembre 1916. Cependant, son développement a été arrêté à cause de problèmes de stabilité.

## Conception et Développement

### Conception
Le Lohner Type AA est un biplan monoplace, et donc il a deux ailes superposées et est conçu pour un pilote. Il est propulsé par un moteur Austro-Daimler de 185 chevaux.

### Prototypes
Quatre prototypes ont été construits, chacun ayant des modifications pour améliorer la stabilité :
- Lohner 10.20 : Premier prototype avec des problèmes de contrôle.
- Lohner 10.20A : Modifié avec un fuselage allongé et un gouvernail plus grand, mais s'est écrasé lors des essais.
- Lohner 10.20B : Deuxième prototype avec une dérive dorsale, mais le développement a été interrompu.
- Lohner 111.03 : Troisième prototype qui a également montré de mauvaises performances.

- Version Triplan : Une version triplan du dernier prototype, connue sous le nom de Lohner Dr.I, a également été construite.

## Caractéristiques Techniques
| Catégorie                   | Détails |
| --------------------------- | --- |
| Type                        | Chasseur |
| Origine nationale           | Autriche-Hongrie |
| Constructeur                | Lohner-Werke |
| Designer                    | Leopold Bauer |
| Premier vol                 | 29 décembre 1916 |
| Numéro construit            | 4 prototypes |
| Longueur                    | 6,35 m |
| Envergure                   | 7,6 m |
| Hauteur                     | 3 m |
| Surface alaire              | 20 m² |
| Poids à vide                | 623 kg |
| Poids brut                  | 889 kg |
| Masse maximale au décollage | 946 kg |
| Nombre de moteurs           | 1 |
| Nom du moteur               | Austro-Daimler 6 |
| Type de moteur              | Moteur en ligne six cylindres refroidi par eau                                                                                             |
| Puissance                   | 185 ch (138 kW) |
| Vitesse maximale            | 175 km/h |
| Portée                      | 386 km |
| Temps pour atteindre 1000 m | 2 minutes 40 secondes |
| Armement                    | 2 mitrailleuses synchronisées Schwarzlose                                                                                                  |
| Dérivés et variantes        | 10.20A: Prototype modifié avec fuselage allongé; 10.20B: Deuxième prototype avec modifications significatives; 111.03: Troisième prototype |

Le Lohner Type AA n’a pas été mis en service en raison de ses  problèmes de conception, mais il reste un exemple intéressant de l'aviation militaire de cette époque.